# 中国地质大学（武汉）
中国地质大学（武汉），简称地大（英語：China University of Geosciences，缩写：CUG），是中国地质大学的两个独立办学实体之一（另一个为中国地质大学（北京））。学校的历史可追溯至1952年的北京地质学院（1952-1970），后经历湖北地质学院（1970-1975），武汉地质学院（1975–1987）两个时期，直到1987年原国家教育委员会批准组建中国地质大学，在武汉和北京两地办学，并设总部在中国地质大学（武汉）。
中国地质大学（武汉）是中国地球科学领域的顶尖大学，其地球科学学科领域进入ESI全球前1‰。是中国“211工程”、“双一流”重点建设大学。学校以地球科学为主要特色，学科涵盖理、工、文、管、经、法、教、艺等门类，地质学、地质资源与地质工程2个一级学科入选“双一流”建设学科。
学校现有两个校区，分别为南望山校区和未来城校区。南望山校区位于湖北省武汉市洪山区，毗邻东湖国家级高新技术开发区和“武汉·中国光谷”；未来城校区位于湖北省武汉市东湖新技术开发区，其于2013年开始建设，于2019年竣工并投入使用。学校拥有国家4A级旅游景区——逸夫博物馆。南望山校区拥有一条长约380米的“地大隧道”贯通学校西、北校区，拥有有一座“地大天桥”连接东、西校区。

## 办学条件
学校现有现有教职员工3489人，其中教师1910人。中国科学院院士12人，中国工程院院士1人，博士生导师618人，教授485人，副教授890人。俄罗斯自然科学院外籍院士5人，俄罗斯工程院外籍院士2人。国家“千人计划”入选5人，“长江学者奖励计划”特聘教授9人，“楚天学者计划”入选教授13人。享受国务院政府特殊津贴的专家102人。近5年来，学校新增国家创新研究群体2个，教育部创新团队3个，国家级教学团队4个，国家级教学名师1人，湖北省教学名师4人。2008年，我校成秋明教授继我校赵鹏大院士之后，成为荣获国际数学地质学会最高奖——克伦宾奖的第二个亚洲人。
学校现有各类科研机构、实验室、研究院（所、中心）86个，其中国家重点实验室2个、国家地方联合工程实验室1个、省部级重点实验室、工程中心、人文社科研究基地17个。学校图书馆拥有丰富的文献资源，形成了以科技文献为主体、地球科学类文献为特色的馆藏体系。学校拥有纸质图书资料155万册，电子图书65万册，期刊1500余种，中外文数据库20个。从上世纪50年代起，学校相继在周口店、北戴河、三峡等地建立了教学实习基地。其中周口店野外实习基地被誉为“地质工程师的摇篮”，已建成为“全国地质实验（实践）教学示范中心”和“国家基础学科人才培养能力（野外实践）基地”；依托三峡秭归实习基地，正在建设的教育部长江三峡库区地质灾害研究中心，其影响辐射全国。学校大力构建以地球系统科学为主导的学科体系，积极发展应用科学、前沿科学，以及与国民经济建设、社会发展密切相关的信息、纳米、材料、生物、能源、环保等新兴交叉学科。
学校现有8个国家级重点学科和13个省部级重点学科,其中，“地质资源与地质工程”与“地质学”2个一级学科全国排名第一；有17个学院(课部)、60个本科专业；拥有国家地质学理科人才培养基地和国土资源部地质工科人才培养基地；拥有9个博士后科研流动站，13个一级学科博士点和38个一级学科硕士点；有工程硕士、MBA、MPA、MFA、J.M等10个专业学位授予权，其中工程硕士专业包涵19个工程领域。

## 学科布局

### 中国地质大学（武汉）院、系、课部
| | | |
| - 研究生院（页面存档备份，存于） - 地球科学学院（页面存档备份，存于） - 地质学（理科基地班，普通班） - 地球化学 - 资源学院 - 资源勘查与工程 - 石油与天然气工程 - 煤及煤层气工程 - 海洋学院（页面存档备份，存于） - 海洋科学 - 海洋工程与技术 - 材料科学与化学工程学院（页面存档备份，存于） - 应用化学 - 材料科学与工程 - 材料化学 - 环境学院（页面存档备份，存于） - 水文与水资源工程 - 环境工程 - 生物科学 - 工程学院（页面存档备份，存于） - 勘查技术与工程 - 土木工程 - 安全工程 - 地球物理与空间信息学院（页面存档备份，存于） - 地球物理学 - 地球信息科学与技术 | - 机械与电子信息学院（页面存档备份，存于） - 机械设计制造及其自动化 - 工业设计 - 电子信息工程 - 通信工程 - 自动化学院（页面存档备份，存于） - 自动化 - 测控技术与仪器 - 经济管理学院（页面存档备份，存于） - 经济学 - 统计学 - 国际经济与贸易 - 工商管理 - 市场营销 - 会计学 - 财务管理 - 旅游管理 - 信息管理与信息系统 - 工程管理 - 外国语学院（页面存档备份，存于） - 英语 - 信息工程学院 - 遥感科学与技术 - 地理信息系统 - 测绘工程 - 信息工程 | - 数学与物理学院（页面存档备份，存于） - 数学与应用数学 - 物理学 - 信息与计算科学 - 珠宝学院（页面存档备份，存于） - 珠宝鉴定 - 首饰设计 - 公共管理学院 - 行政管理 - 公共事业管理 - 法学 - 土地资源管理 - 资源环境与城乡规划管理 - 计算机学院 - 计算机科学与技术 - 网络工程 - 信息安全 - 空间信息与数字技术 - 软件工程 - 数据科学与大数据技术 - 智能科学与技术 - 体育部 - 体育学（社会体育专业户外运动方向） - 远程与继续教育学院（页面存档备份，存于） - 国际教育学院（页面存档备份，存于） - 艺术与传媒学院（页面存档备份，存于） - 广播电视新闻学 - 音乐 - 艺术设计 - 马克思主义学院（页面存档备份，存于） - 思想政治教育 - 中国地质大学江城学院（页面存档备份，存于） |

### 科学研究

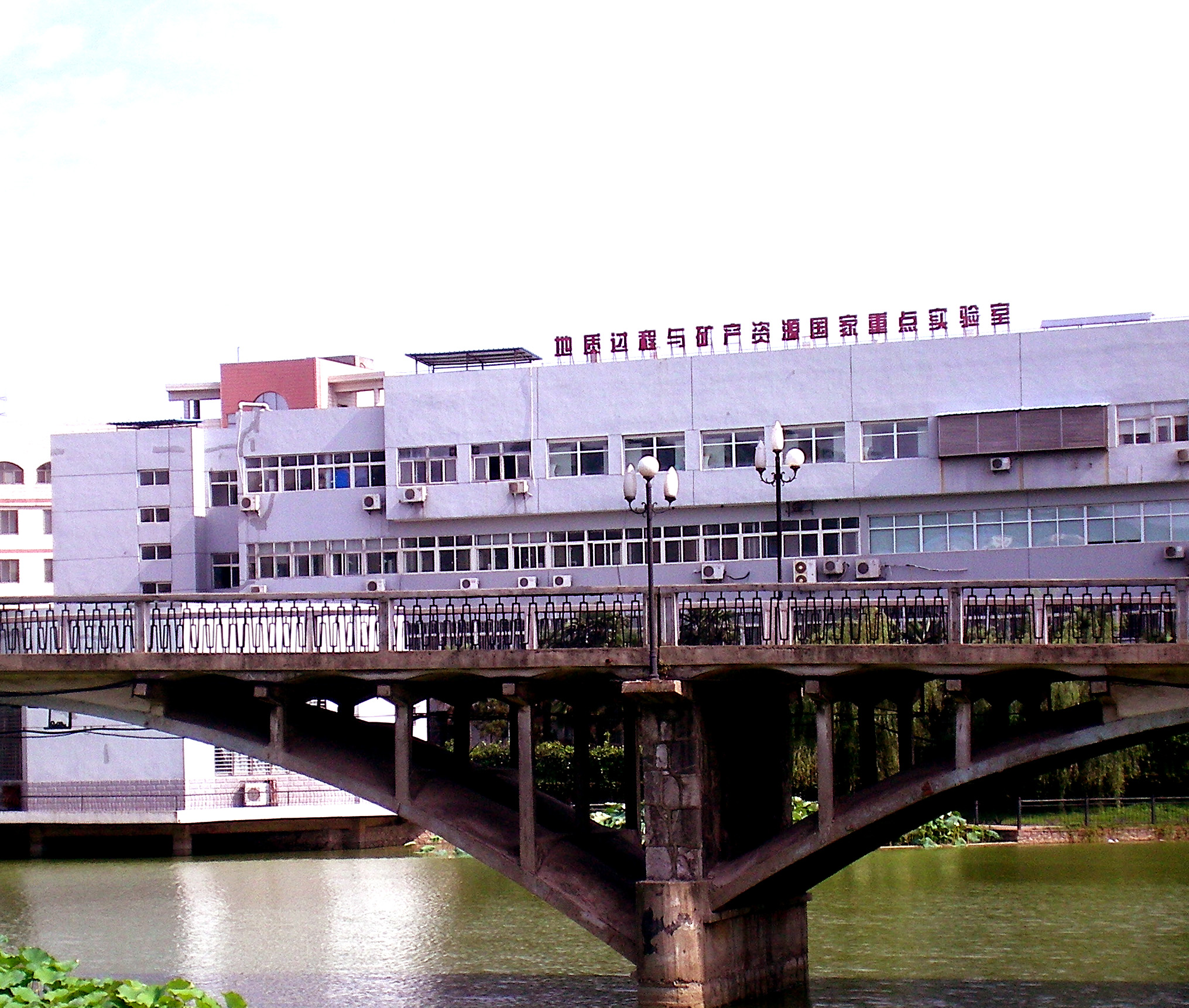
中国地质大学（武汉）地质过程与矿产资源国家重点实验室

#### 国家级、省（部）级重点实验室、开放实验室、工程中心
1. 地质过程与矿产资源国家重点实验室
2. 生物地质与环境地质国家重点实验室
3. 岩石圈构造、深部过程及探测技术重点实验室（教育部重点）
4. 矿产资源定量评价及信息系统国土资源部重点研究实验室（国土资源部重点）
5. 壳幔体系组成、物质交换及动力学国土资源部开放研究实验室
6. 环境岩土技术国土资源部开放研究实验室
7. 国家遥感中心地壳运动与深空探测部（科技部）
8. 工程地球物理国土资源部开放研究实验室
9. 地球表层系统开放研究实验室（湖北省重点）
10. 构造与油气资源教育部重点实验室 （教育部重点）
11. 湖北省废物地质处理与环境保护重点实验室
12. 湖北省地球物质与区域资源和环境重点实验室（湖北省重点）
13. 湖北省油气勘探开发理论与技术重点实验室(湖北省重点实验室)
14. 教育部长江三峡库区地质灾害研究中心（筹）（教育部重点）

#### 联合共建
1. 油气资源勘查研究中心(地大与中国石化共建)
2. 中匈联合环境科学与健康实验室（与匈牙利罗兰大学共建）
3. 贵阳.中国地质大学（武汉）循环经济研究院（与贵阳市联合共建）
4. 中美联合非开挖研究中心（与美国高校）

#### 省部级工程中心
1. 教育部地理信息系统软件开发及应用工程研究中心 （ 教育部 ）
2. 岩土钻掘与防护教育部工程研究中心（教育部）
3. 纳米矿物材料及应用教育部工程研究中心（教育部）
4. 地理信息系统软件开发及应用工程中心（湖北省）
5. 湖北省岩土工程技术研究中心 （湖北省）
6. 湖北省黄姜加工工程技术研究中心（湖北省）

#### 湖北省人文社科基地
1. 资源环境经济研究中心（湖北省）

#### 国家级、省级实验示范中心
1. 中国地质大学（武汉）实验教学示范中心网站
2. 湖北省高等学校周口店野外地质实践教学示范中心
3. 湖北省高等学校地质工程实验教学示范中心
4. 湖北省高等学校电子电工实验教学示范中心
5. 湖北省高等学校化学实验教学中心
6. 湖北省高等学校计算机实验教学中心
7. 湖北省高等学校物理实验中心

#### 检测机构
1. 国土资源部武汉资源环境监督检测中心
2. 珠宝检测技术研究中心

#### 研究机构
1. 国土资源信息系统研究所
2. 沉积盆地及沉积矿产研究所
3. 青藏高原研究中心
4. 电子商务国际合作中心
5. 应用心理学研究所
6. 华中构造力学研究中心

## 中国地质大学（武汉）逸夫博物馆
中国地质大学（武汉）逸夫博物馆的前身是北京地质学院博物馆，1982年在武汉重建。2001年，中国地质大学获邵逸夫基金资助，建设新博物馆大楼，新馆总投资5000余万元，于2003年落成，2005年4月正式对外开放。新建后的博物馆建筑面积近万平方米，陈列展示面积近五千平方米，是目前中南五省最大的自然科学类博物馆，也是目前中国内地高校规模最大的博物馆。2006年11月，被国家旅游局批准为4A级风景旅游区，使中国地质大学（武汉）成为全国首家拥有4A级旅游景区的高校。
中国地质大学（武汉）逸夫博物馆馆藏各类地质标本达3万余件，其中珍贵罕见的馆藏珍品近3000件，包括体长10.5米、体高6.1米的恐龙化石珍品——黑龙江满洲龙化石；长度和完整程度在世界上位居第一的鱼龙化石之王——梁氏关岭鱼龙化石；面积达15平方米的世界最大的海百合化石等。

## 相册

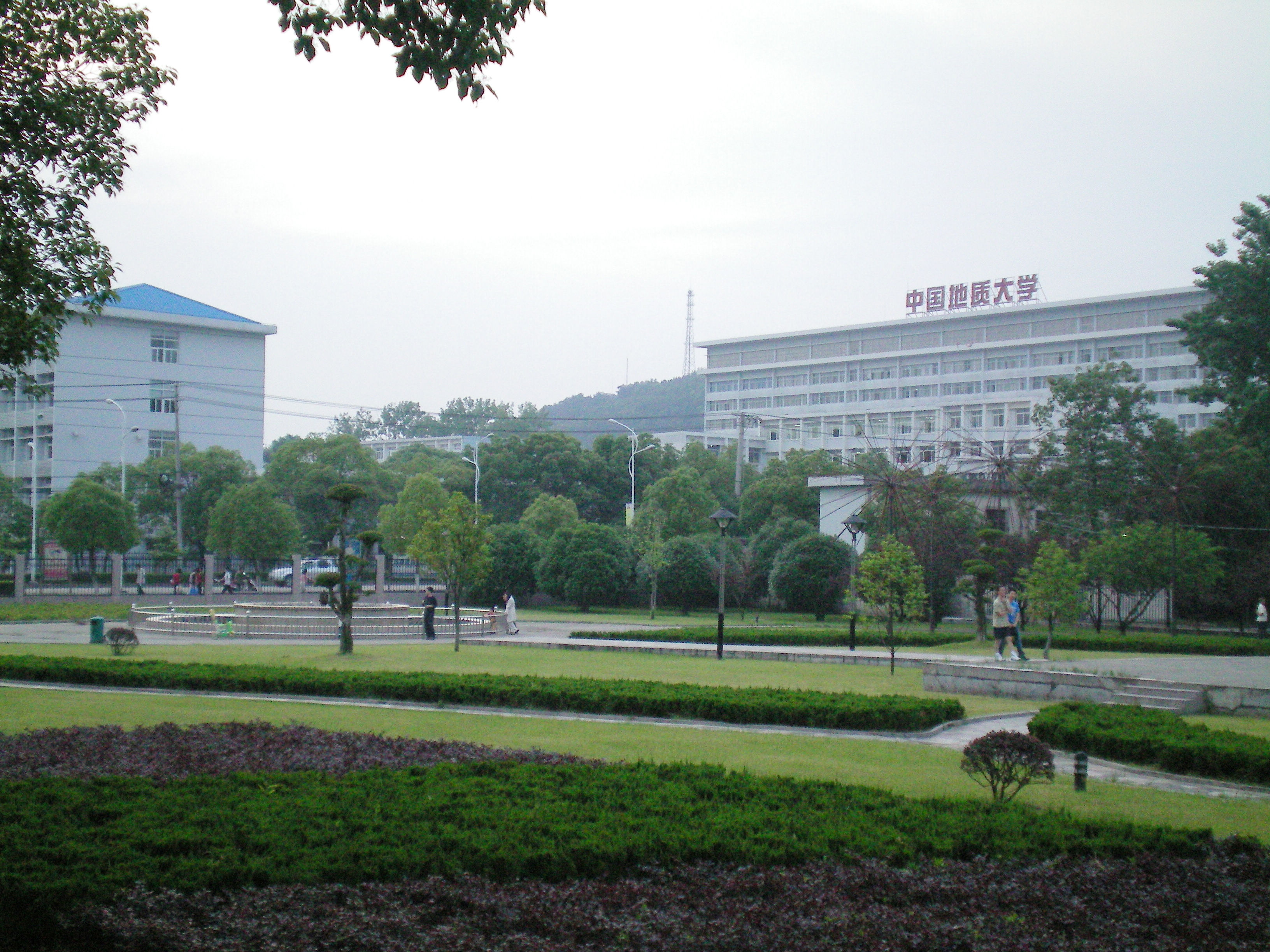
中国地质大学（武汉）东区
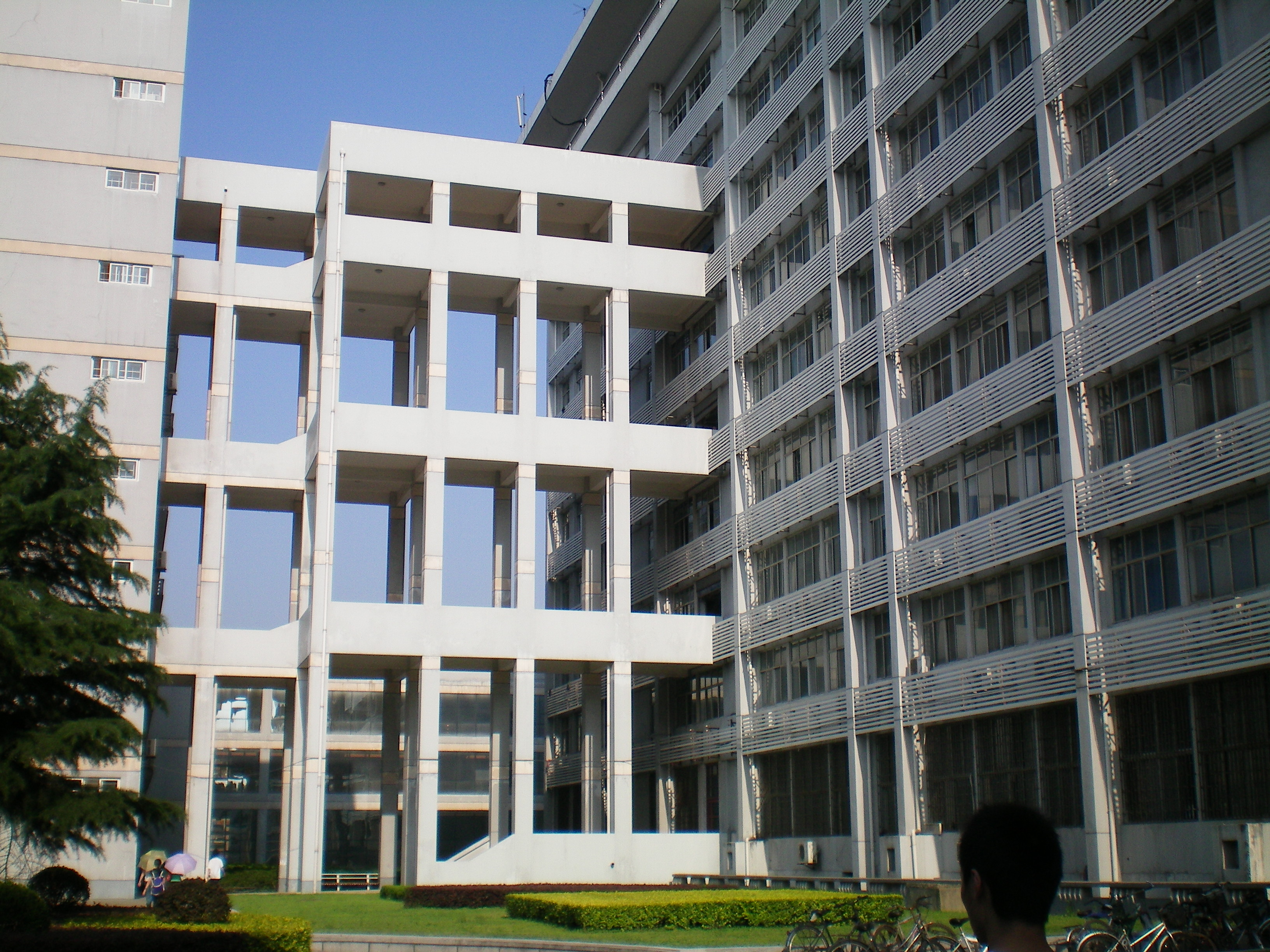
中国地质大学（武汉）西区地勘楼背面
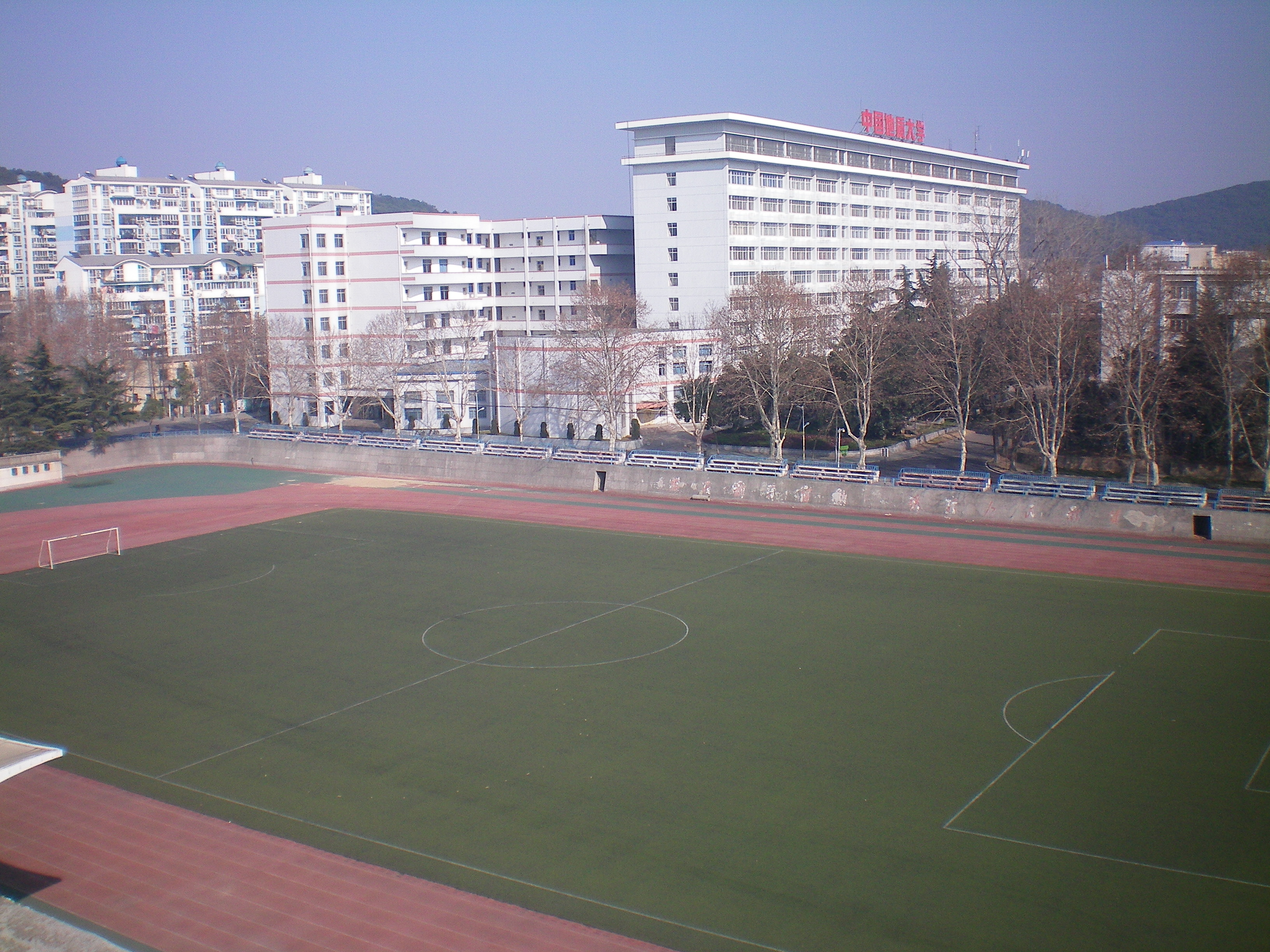
中国地质大学（武汉）南望山校区西区操场
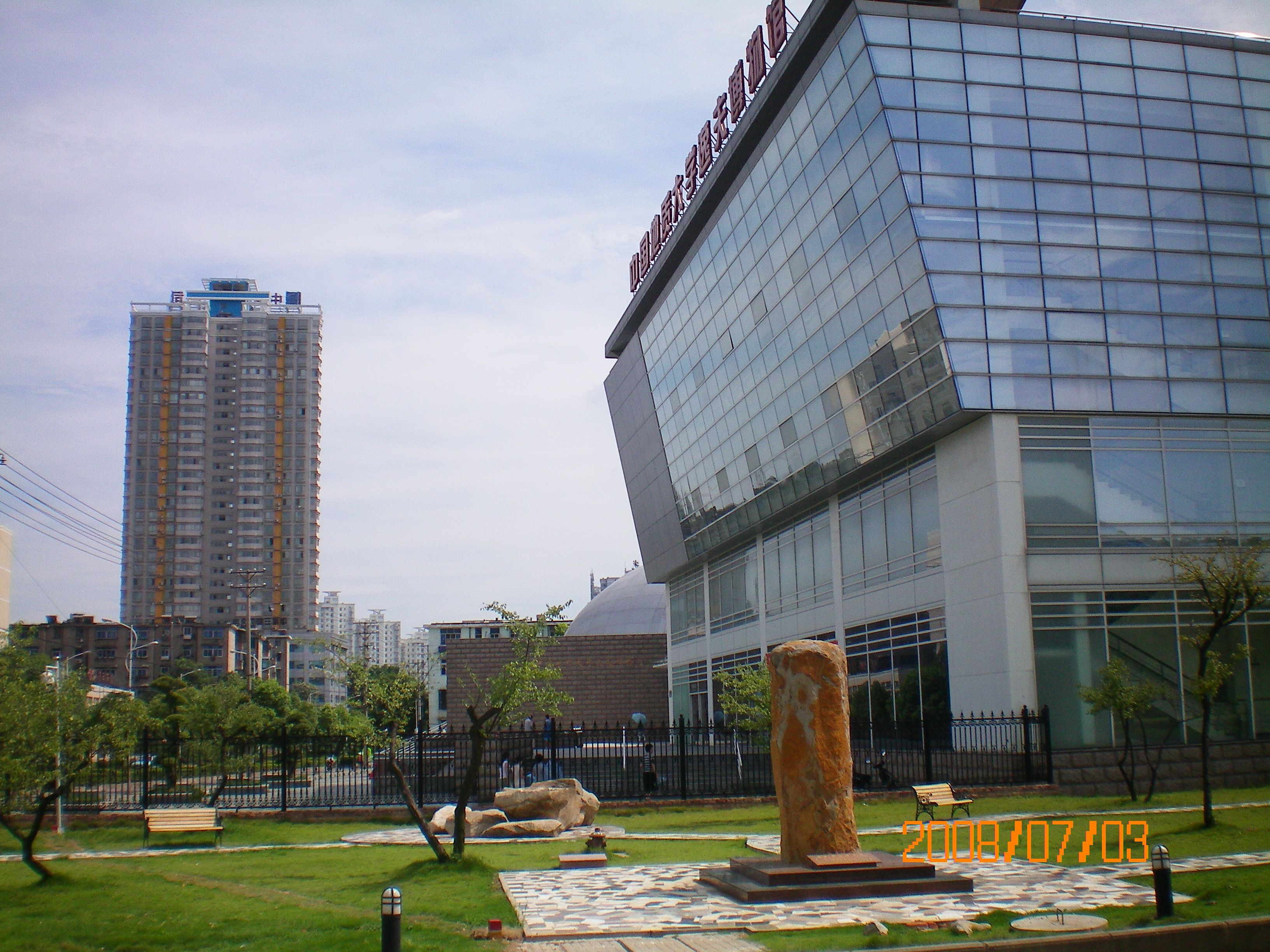
中国地质大学逸夫博物馆
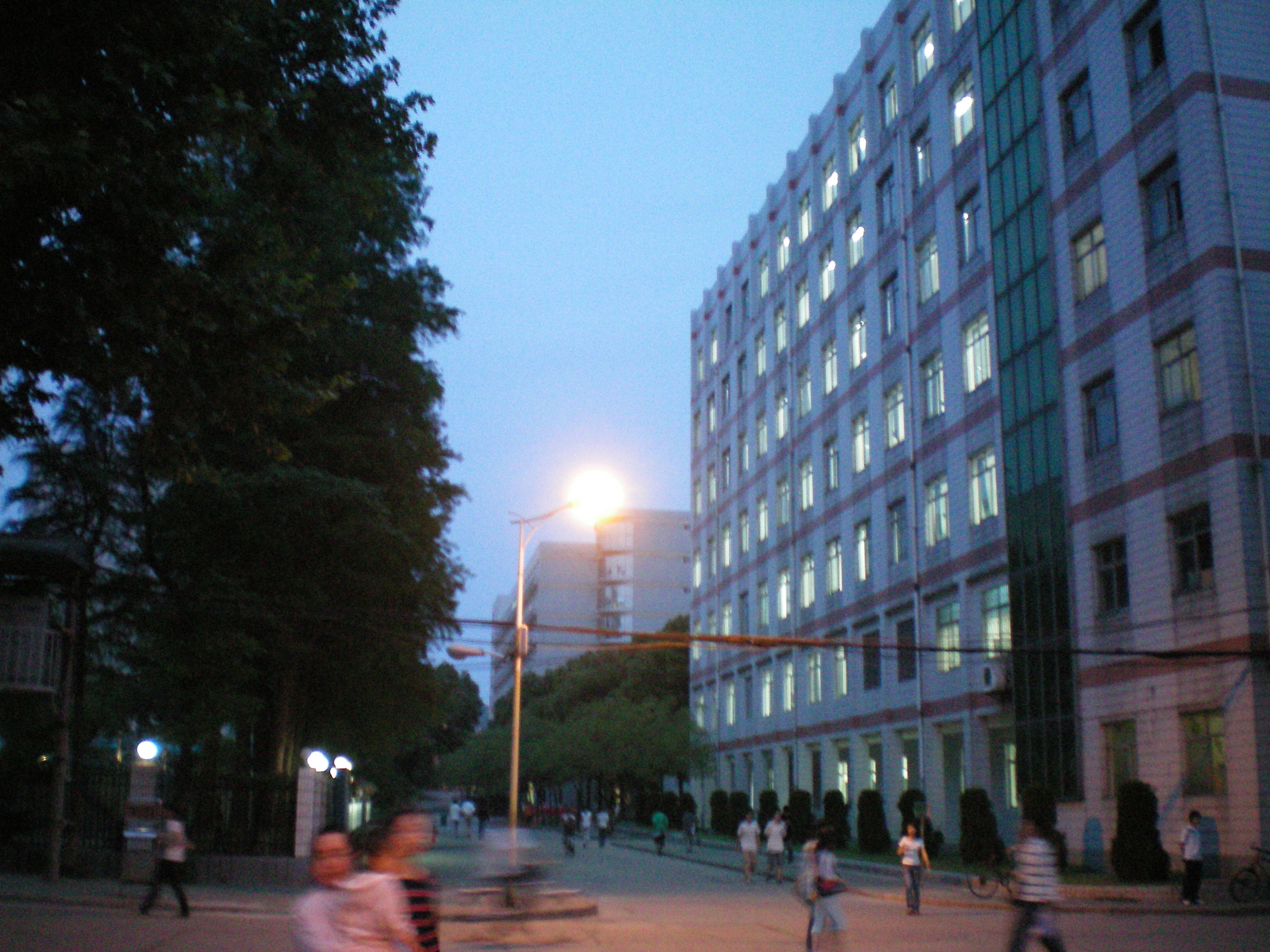
中国地质大学（武汉）教三楼
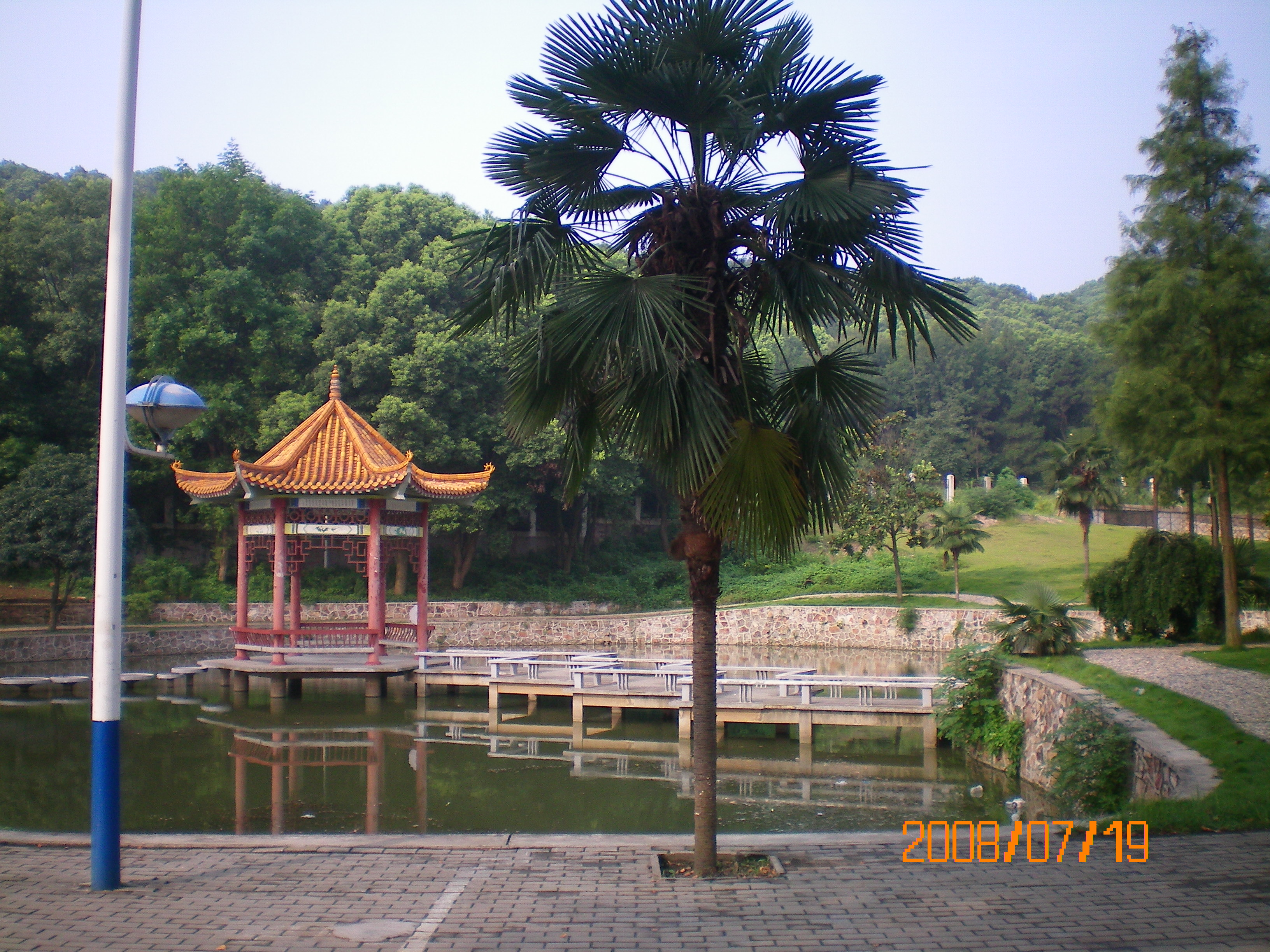
中国地质大学（武汉）南望山校区北区凉亭
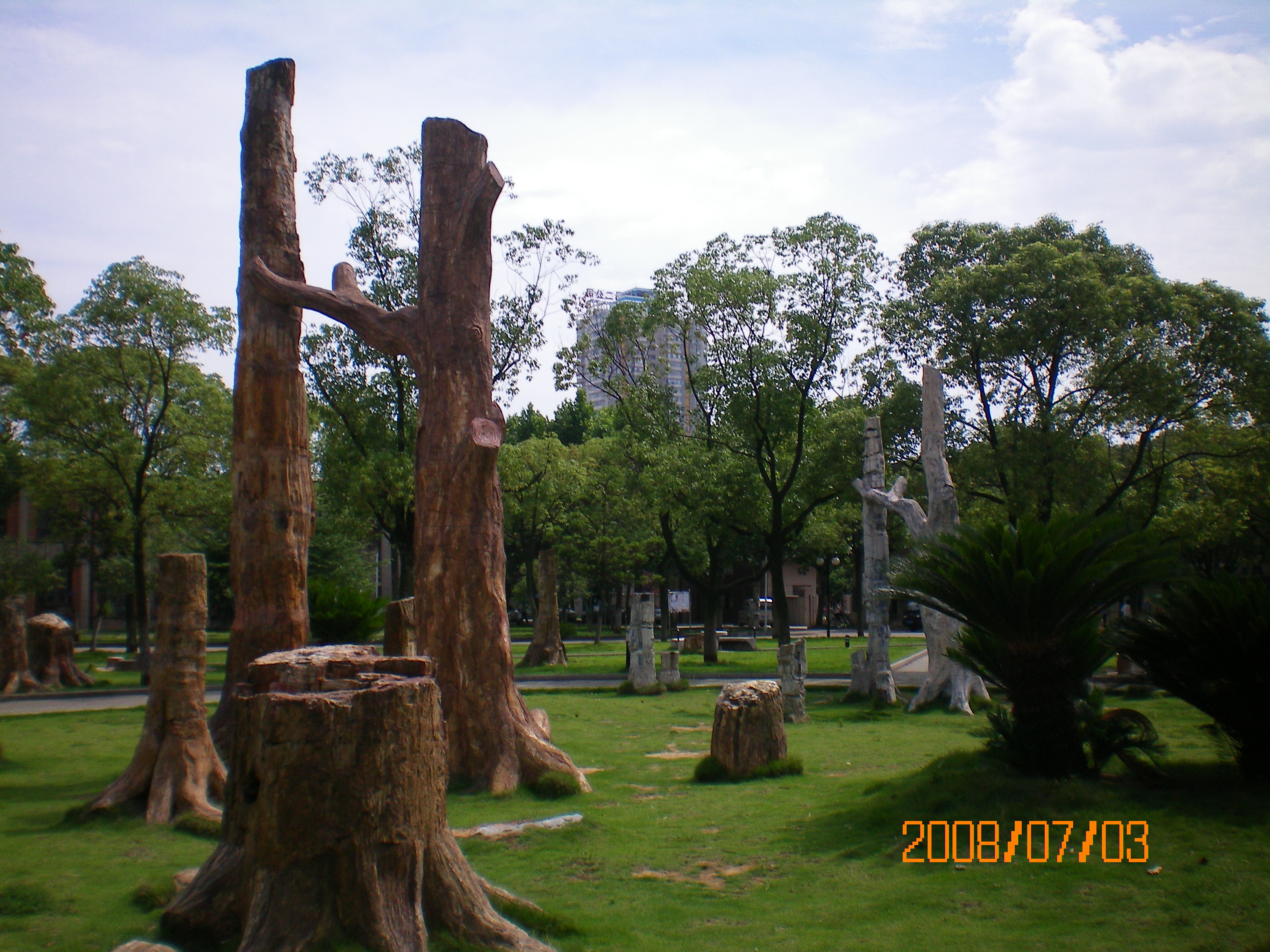
中国地质大学（武汉）南望山校区东区化石林
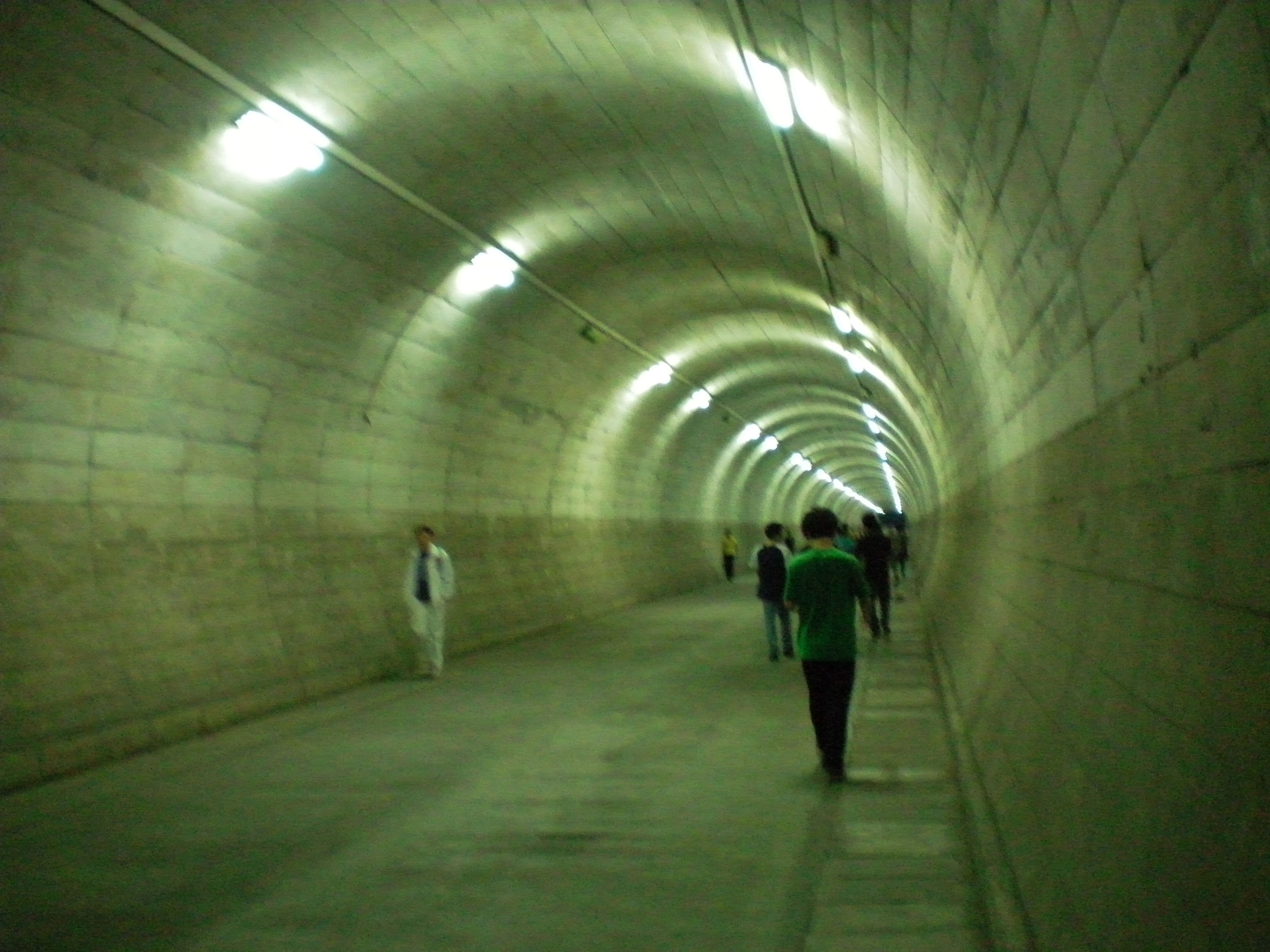
地大隧道